# Баранівка (Тернопільський район)

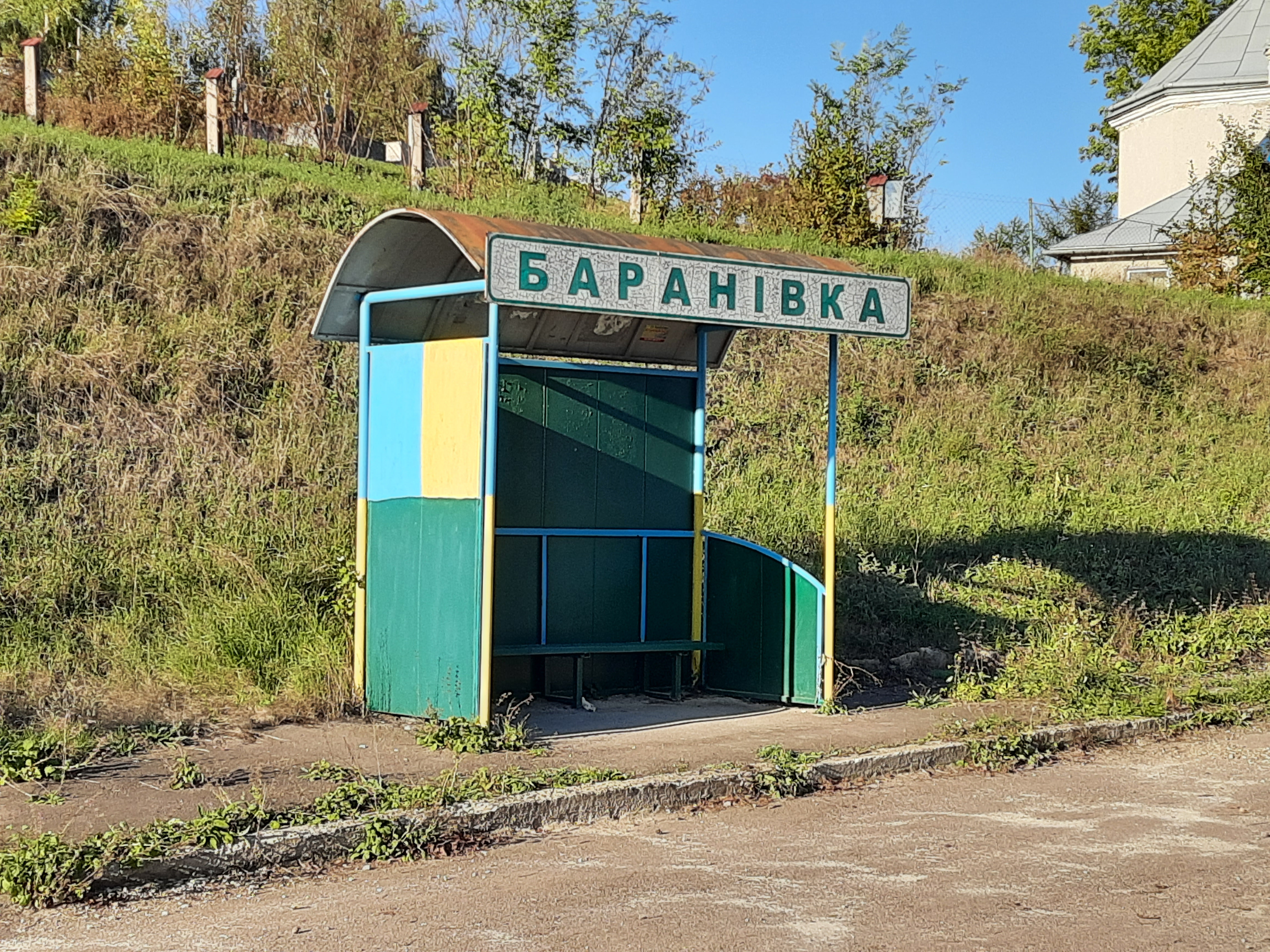
Автобусна зупинка

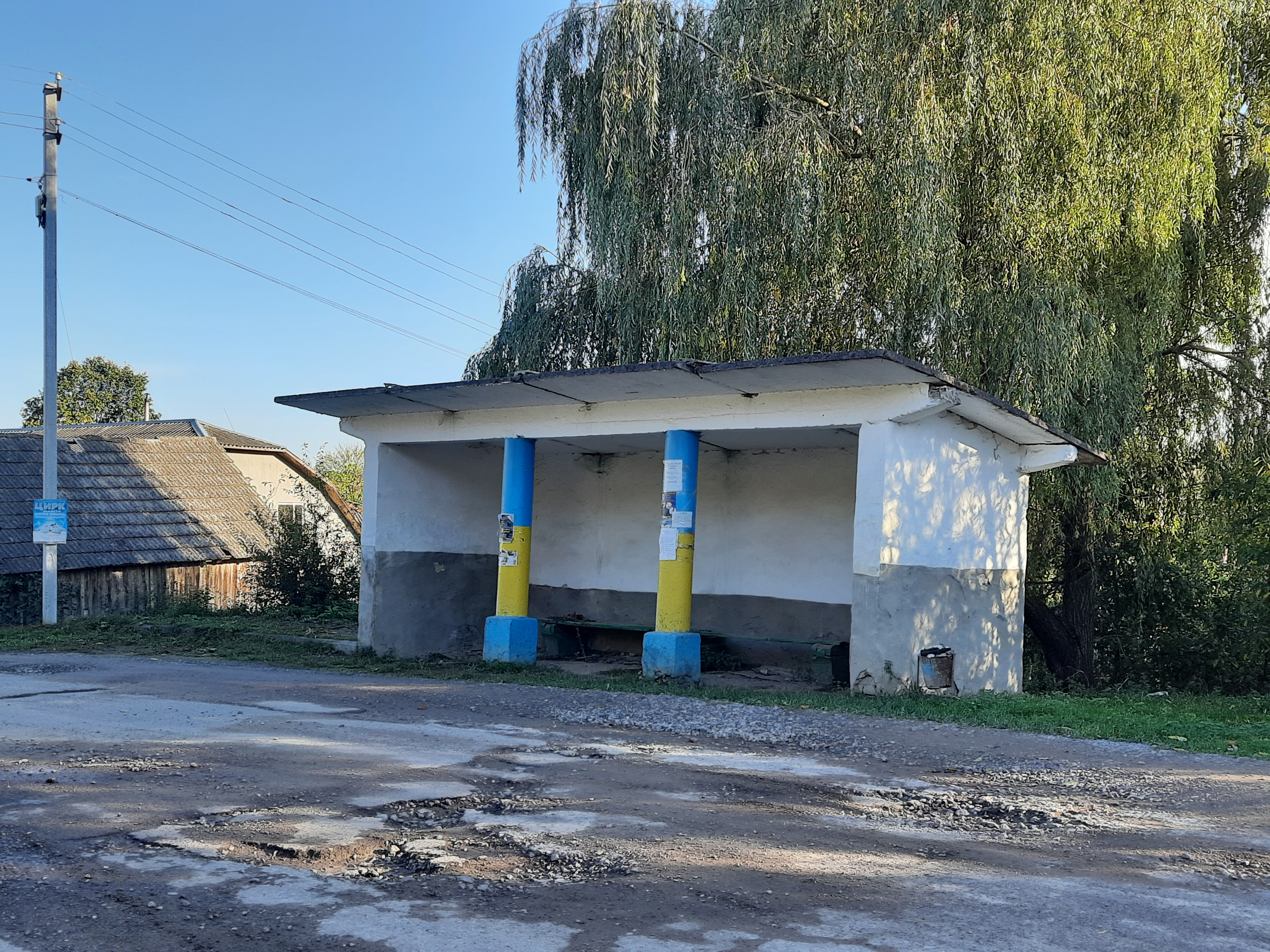
Автобусна зупинка

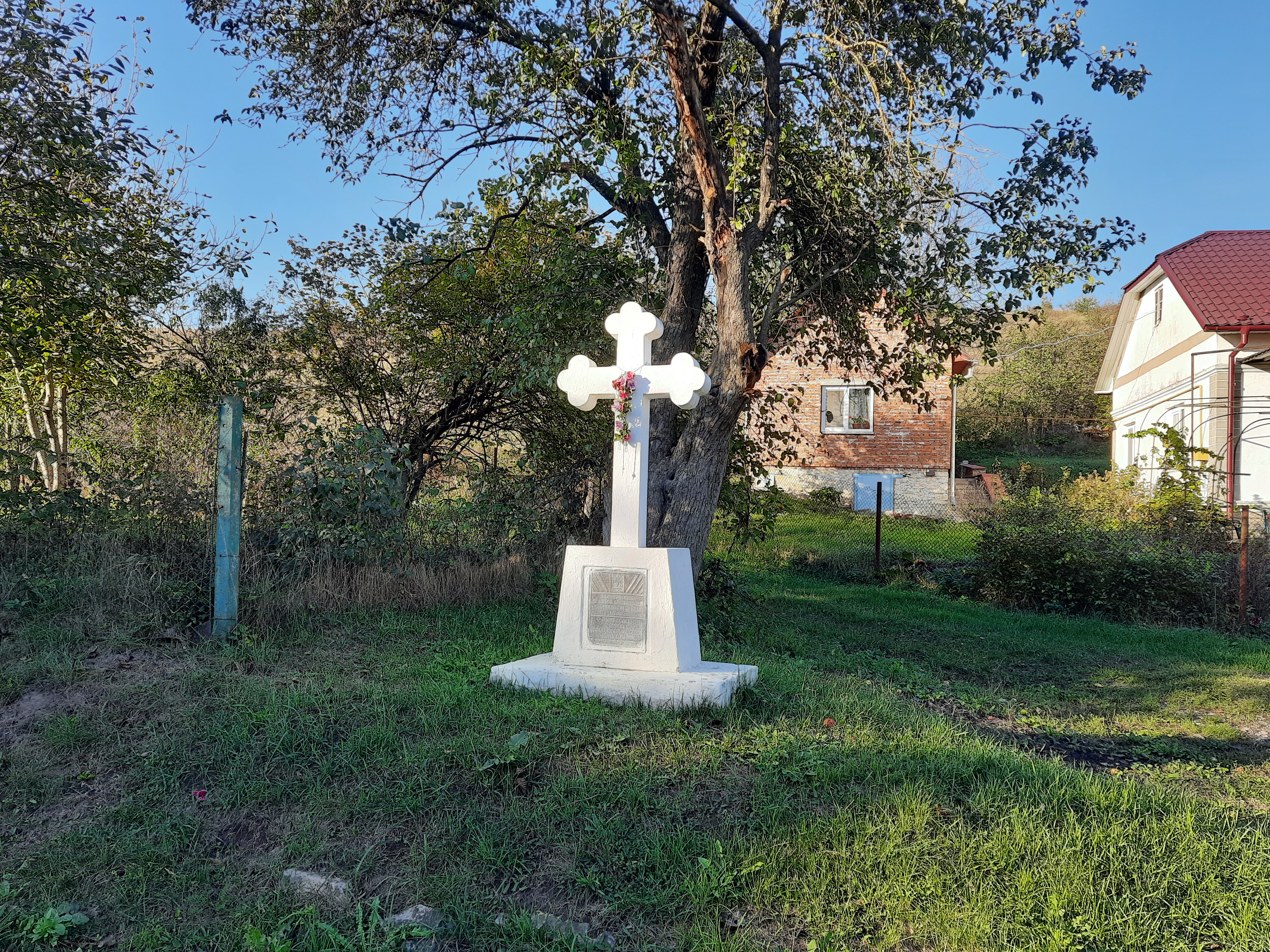
Пам'ятний хрест

Барані́вка — село в Україні, у Бережанській міській громаді Тернопільського району Тернопільської області. Поштове відділення — Куропатницьке.
До 2020 року було підпорядковане Куропатницькій сільраді. Ще раніше утворювало окрему сільську раду. 
Населення — 250 осіб (2001). Дворів — 95.

## Назва
За версією, поданою М. Крищуком, назва села Баранівка походить від того, що місцеві мешканці доглядали овечі отари князів Сєнявських. За іншою версією — назва поселення походить від власника на прізвище Баран.
Польська назва — пол. Baranówka — вживалася у часи польської окупації краю.

## Географія
Розташоване на правому березі річки Ценівка, притоки Золотої Липи басейну Дністра. Баранівка розташована за 8 км від районного центру і залізничної станції Бережани.
Через село проходить автодорога Бережани–Зборів.

### Клімат
Для села характерний помірно континентальний клімат. Баранівка розташована у «холодному Поділлі» — найхолоднішому регіоні Тернопільської області.
| Клімат Баранівки          | Клімат Баранівки | Клімат Баранівки | Клімат Баранівки | Клімат Баранівки | Клімат Баранівки | Клімат Баранівки | Клімат Баранівки | Клімат Баранівки | Клімат Баранівки | Клімат Баранівки | Клімат Баранівки | Клімат Баранівки | Клімат Баранівки |
| Показник                  | Січ.             | Лют.             | Бер.             | Квіт.            | Трав.            | Черв.            | Лип.             | Серп.            | Вер.             | Жовт.            | Лист.            | Груд.            | Рік              |
| Середній максимум, °C     | −1,3             | 0,0              | 5,0              | 13,1             | 19,1             | 22,3             | 23,6             | 23,0             | 18,6             | 12,8             | 5,7              | 0,7              | 11               |
| Середня температура, °C   | −4,3             | −2,9             | 1,4              | 8,2              | 13,7             | 17,0             | 18,3             | 17,6             | 13,5             | 8,3              | 2,8              | −1,8             | 7                |
| Середній мінімум, °C      | −7,2             | −5,7             | −2,2             | 3,4              | 8,4              | 11,7             | 13,0             | 12,2             | 8,5              | 3,9              | 0,0              | −4,3             | 3                |
| Норма опадів, мм          | 32               | 31               | 32               | 49               | 76               | 90               | 95               | 70               | 56               | 38               | 37               | 40               | 646              |
| ------------------------- | ---------------- | ---------------- | ---------------- | ---------------- | ---------------- | ---------------- | ---------------- | ---------------- | ---------------- | ---------------- | ---------------- | ---------------- | ---------------- |
| Джерело: climate-data.org |                  |                  |                  |                  |                  |                  |                  |                  |                  |                  |                  |                  |                  |

### Вулиці
У селі офіційно зареєстровано 3 вулиці:
- Бічна (37 номерів) — на вулиці розташований сільський клуб[6];
- Польова (52 номери);
- Центральна (20 номерів).

## Історія
Згадується 2 січня 1441 року у книгах галицького суду.
Згідно з іншими документами, село відоме з 1469 року.
У 1880-х роках село Баранівка — власність Станіслава Потоцького.
До Першої світової війни в селі діяло товариство «Просвіта». У 1908 році головою Баранівської «Просвіти» був Григорій Тарновий, входило 3 члени.
Під час І світової війни у ході так званого Брусиловського прориву поблизу села по річці Золота Липа пролягала лінія фронту, багато будівель було зруйновано. Жителі Баранівки Іван Демків, Михайло Зозуля, Іван Михайлюк, Ілько Турчин воювали в Леґіоні УСС, згодом — в УГА.
З початком польської окупації Галичини у селі було утворено окрему сільську гміну Баранівка.
Село постраждало від польської пацифікації. Зазнали тортур від поліції Іван Завойовський, Леон Зозуля, Ярослав і Володимир Івахіви, Михайло Оберський, Томко Стефінів. У 1930-ті на Великдень на знак протесту проти пацифікації вивішували на дзвіниці синьо-жовтий прапор.
У Баранівці діяв осередок ОУН, до якого належали Гриник, Гузар, Карабаник; працювали філії «Просвіта» та інших товариств, кооператива.
Внаслідок адміністративної реформи у Другій Речі Посполитій Баранівка з 1 серпня 1934 року до початку радянської анексії Західної України перебувала у складі Бережанської гміни. 1935 року в селі відновлено читальню «Просвіта» (голова Михайло Швець), при якій діяли хор і аматорський драматичний гурток за участю Павла Гриника, Володимира та Ярослава Івахових, Івана Стефініва, Софії Турчин й інших.
У 1939–1941 роках радянська влада вивезла в Сибір Ольгу Бабухівську, Петра Завойовського, Івана, Марію і Ярослава Стефінівих.
Під німецькою окупацією село перебувало з 3 липня 1941 р. до 22 липня 1944 року. У цей час адміністративно підпорядковувалося Бережанській волості Крайсгауптманшафту Бережани Дистрикту Галичина Генеральної губернії — адміністративно автономного елементу Третього Рейху. У 1944 році нацисти арештували і розстріляли члена Юнацтва ОУН Івана Гриника (1923 р. н.).
Під час німецько-радянської війни загинули або пропали безвісти у Червоній армії Володимир Галас (1914—1944), Михайло Шиманський (1918—1945). радянська влада репресувала, згодом реабілітувала Розалію Блащук (1896 р. н.), Климентія Коника (1988 р. н.), Степана Кулебу (1913 р. н.), Федора Мушку (1906 р. н.), Марію Пашковську (1925 р. н.), Ольгу Романюк (Бабухівську; 1921 р. н.), Ярослава Стефініва (1918 р. н.), Михайла Фортуну (1891 р. н.).
Після відступу фронту тривала боротьба місцевого українського підпілля. Під час облави в бою з енкаведистами загинули вояки УПА Петро Гузар (1923 р. н.), Альбін Зозуля (1921 р. н.) Леон Зозуля (1923 р. н.), Василь Кулеба (1923 р. н.); Богдан (1921 р. н.) та Іван Михайлюки; у 1944 р. — брати Іван (1923 р. н.) і Павло (1924 р. н.) Турчини (члени Юнацтва ОУН). 19 березня 1946 року на окраїні села оперативна група МВС виявила криївку, у якій перебували вояки УПА. Під час перестрілки було вбито заступника референта СБ Центрального проводу ОУН «Ромка» і двох його охоронців. 27 червня 1947 року в Баранівці невідомі люди повісили голову сільради. Наступного дня загін МДБ зробив облаву. Нічого не знайшовши, арештував у селі 18 осіб.
Лише у березні 1949 року в селі вдалося насильно організувати колгосп. З місцевих селян у ньому головували Ілля Турчин та Володимир Дмитрів. Згодом колгосп об'єднали з господарством села Куропатники, а у 1990-их роках розпаювали.
12 червня 2020 року, відповідно до розпорядження Кабінету Міністрів України № 724-р «Про визначення адміністративних центрів та затвердження територій територіальних громад Тернопільської області» увійшло до складу Бережанської міської громади.
19 липня 2020 року, в результаті адміністративно-територіальної реформи та ліквідації Бережанського району, село увійшло до складу Тернопільського району.

## Населення
Населення села в минулому:
| Рік  | Число осіб | Українців греко-католиків | Поляків та римо-католиків | Євреїв |
| ---- | ---------- | ------------------------- | ------------------------- | ------ |
| 1900 | 483        | 203                       | 248                       | 32     |
| 1939 | ▲ 580      | ▲ 310                     | ▲ 270                     | ▼ 0    |

За даними перепису населення 2001 року мовний склад населення села був таким:
| Мова       | Число ос. | Відсоток |
| ---------- | --------- | -------- |
| українська | 249       | 99,6     |
| російська  | 1         | 0,4      |

Місцева говірка належить до наддністрянського говору південно-західного наріччя української мови.

## Політика
Від 28 квітня 2012 року село належить до виборчого округу 165. Виборці Баранівки приписані до виборчої дільниці № 610025, котра розташована у актовій залі місцевого Народного дому.

### Парламентські вибори 2019 року
На позачергових парламентських виборах 2019 року у селі функціонувала окрема виборча дільниця № 610025, розташована у приміщенні народного дому, зареєстровано 186 виборців, явка 67,20%.

Кандидати-мажоритарники:
- Чайківський Іван Адамович (самовисування)
- Юрик Тарас Зіновійович (Європейська Солідарність)
- Кісілевич Володимир Володимирович (Слуга народу)
- Мартюк Василь Іванович (Голос)
- Репела Петро Йосипович (Батьківщина)
- Мисик Володимир Святославович (Свобода)
- Чудик Арсен Ігорович (Радикальна партія)
- Горба Віталій Вячеславович (самовисування)
- Саранчук Богдан Володимирович (самовисування)
- Черник Микола Євгенович (Опозиційний блок)
- Шидлюх Людмила Василівна (Патріот)

## Релігія
Є церква Різдва Пресвятої Богородиці (1906; мурована; відновлена в кінці 1980-х, ПЦУ).
До Другої світової війни в селі була греко-католицька парафія. Парафію та місцеву парафіяльну школу візитував владика Михайло (Левицький) у 1844—1845 роках.

## Освіта
До розформування у селі діяла загальноосвітня школа І ступеня. Нині працює бібліотека.
У міжвоєнний період, у 1935—1939 роках, діяла 4-класова школа. Тут вчителювала пані вчителька Наружальська. Школа відновила роботу після Другої світової війни. Протягом 1950–1960-х років кількість учителів у семирічній школі зросла, але через різке зменшення числа учнів школу в 1977 року довелося закрити.

## Пам'ятки
У селі є церква Пресвятої Богородиці з 1906 року, мурована. Була відновлена після радянського антирелігійного терору у кінці 1980-х років.
У селі є пам'ятний хрест на честь скасування панщини 1848 року. Також у 1991 році насипана символічна могила УСС.
У 1990-их роках встановлено фігуру Пресвятої Богородиці.